# Elezioni parlamentari in Venezuela del 2015
Le elezioni parlamentari in Venezuela del 2015 si tennero il 6 dicembre per il rinnovo dell'Assemblea nazionale, per un mandato di cinque anni (periodo costituzionale dal 5 gennaio 2016 al 5 gennaio 2021).
Si trattò delle sedicesime elezioni parlamentari dal 1947 e le quarte elezioni legislative nazionali dalla Costituzione del 1999.
A differenza di quanto accaduto nelle precedenti occasioni, le elezioni per il Parlamento dell'America Latina non furono indette: il Consiglio nazionale elettorale (CNE), su richiesta del Parlamento, dispose infatti l'eliminazione di queste elezioni.

## Antefatti
Fin dalle elezioni dell'Assemblea nazionale costituente del 1999, l'Assemblea nazionale venne dominata dalle alleanze a sostegno al presidente Hugo Chávez. Nelle elezioni parlamentari del 2005, la maggior parte dei partiti di opposizione decise di ritirarsi, risultando che tutti i seggi fossero conquistati dal Movimento Quinta Repubblica e dalle altre parti di supporto a Chavez. Nelle elezioni del 2010, venne formata un'alleanza di partiti di opposizione dall'Unità Nazionale per gareggiare alle elezioni, riuscendo a vincere 64 seggi. Il PSUV, un'alleanza formata da Chavez dal Movimento Quinta Repubblica e da altri partiti minori, vinse 96 seggi, mantenendo la sua maggioranza, ma perse i due terzi e i tre quinti della supermaggioranza. Patria per Tutti, un piccolo partito di sinistra, vinse due seggi. Dopo la morte di Chavez nel 2013, il suo successore scelto Maduro venne eletto di poco presidente, continuando l'influenza ideologica di Chavez. L'Unità Nazionale si propose di migliorare il suo risultato dall'ultima volta e alla fine dell'attuale governo PSUV, mentre Maduro disse che aveva fiducia negli elettori che davano al governo larga maggioranza.

### Proteste
Nel 2014 iniziarono in Venezuela una serie di proteste e dimostrazioni. Le proteste vennero attribuite all'inflazione, alla violenza ed alla povertà in Venezuela. Le proteste furono in gran parte pacifiche, anche se alcune hanno intensificato e portato alla violenza sia dai manifestanti che dalle forze governative. Il governo accusò le proteste di essere motivate dai leader 'fascisti' dell'opposizione, dal capitalismo e dall'influenza straniera, ed è stato a sua volta accusato di censura, di sostegno ai gruppi chiamati colectivos che usavano violenza contro i manifestanti e degli arresti per motivi politici.

## Sistema elettorale
Nell'elezione dei deputati all'Assemblea nazionale si applica un "sistema elettorale parallelo", che è contemporaneamente coinvolto in due elezioni simultanee: una delle cariche nominali con la personalizzazione del suffragio - i deputati nominali in ogni distretto - e una per le cariche della lista con il sistema proporzionale -  lista dei deputati  dello stato o dell'ente federale
Il sistema parallelo appartiene alla famiglia dei "sistemi elettorali misti", in cui i voti espressi dagli elettori vengono utilizzati per eleggere rappresentanti attraverso questi due sistemi - pluralità/maggioranza per circoscrizione e rappresentanza proporzionale della lista per l'entità federale - a condizione che  non  si tenga conto dei seggi assegnati con un sistema per calcolare i risultati nell'altro sistema. Pertanto, la scelta dei deputati nominali non influenza l'elezione dei deputati da lista proporzionale.
Ogni elettore ha la possibilità di emettere fino a 4 voti al ballottaggio, a seconda della circoscrizione: 1-3 voti per candidati specifici - cioè, i deputati nominali - e 1 voto per i deputati elencati su preferenza, in tutto lo stato o entità federale. Un voto in più è dato a tutti gli elettori iscritti nelle circoscrizioni in cui viene scelta la rappresentanza indigena.

### Deputati nominali
I membri eletti dal sistema maggioritario per le cariche nominali sono 113 seggi in totale, eletti in 87 circoscrizioni elettorali, che sono un agglomerato di comuni e parrocchie che variano in ogni entità federale, in cui i deputati sono eletti a maggioranza relativa dei voti, e sono divisi in uninominali e plurinominale. Gli uninominali sono quelli in cui gli elettori hanno il diritto di eleggere un deputato e i plurinominali dove gli elettori hanno il diritto di eleggere più di un deputato, al quale viene assegnata una quota che varia da due a tre deputati. La scelta di tre deputati per la rappresentanza indigena viene eseguita in un'unica circoscrizione speciale per regione, utilizzando un sistema di maggioranza relativa di voti.

### Deputati di lista
I comunemente chiamati "diputados lista" eletti con il sistema di rappresentanza proporzionale sono 51 in totale, e sono assegnati a ciascuna delle entità federali con una quota che varia da due a tre posti, e a seconda del risultato della circoscrizione - che è lo stato - sono ripartiti equamente fra le liste postulate.

## Condotta
Andando verso le elezioni, gravi questioni vennero sollevate circa la loro correttezza e credibilità. Il 10 ottobre 2015, il Brasile inviò una missione elettorale dell'UNASUR per osservare le elezioni del Venezuela su quello che dichiarò la mancanza di garanzie da parte del governo socialista e il suo veto della scelta a capo della delegazione. In una dichiarazione del 10 novembre 2015, il segretario generale dell'Organizzazione degli Stati Americani Luis Almagro condannò il processo elettorale del Venezuela, spiegando che il partito al governo, il PSUV, aveva un vantaggio ingiusto con la sua capacità di utilizzare i beni pubblici, i mezzi di accesso, creare fogli di voto dubbi e squalificare i politici dell'opposizione, affermando che "È preoccupante che [...] le difficoltà impattino solo sui partiti d'opposizione".

## Sondaggi
Sommario grafico

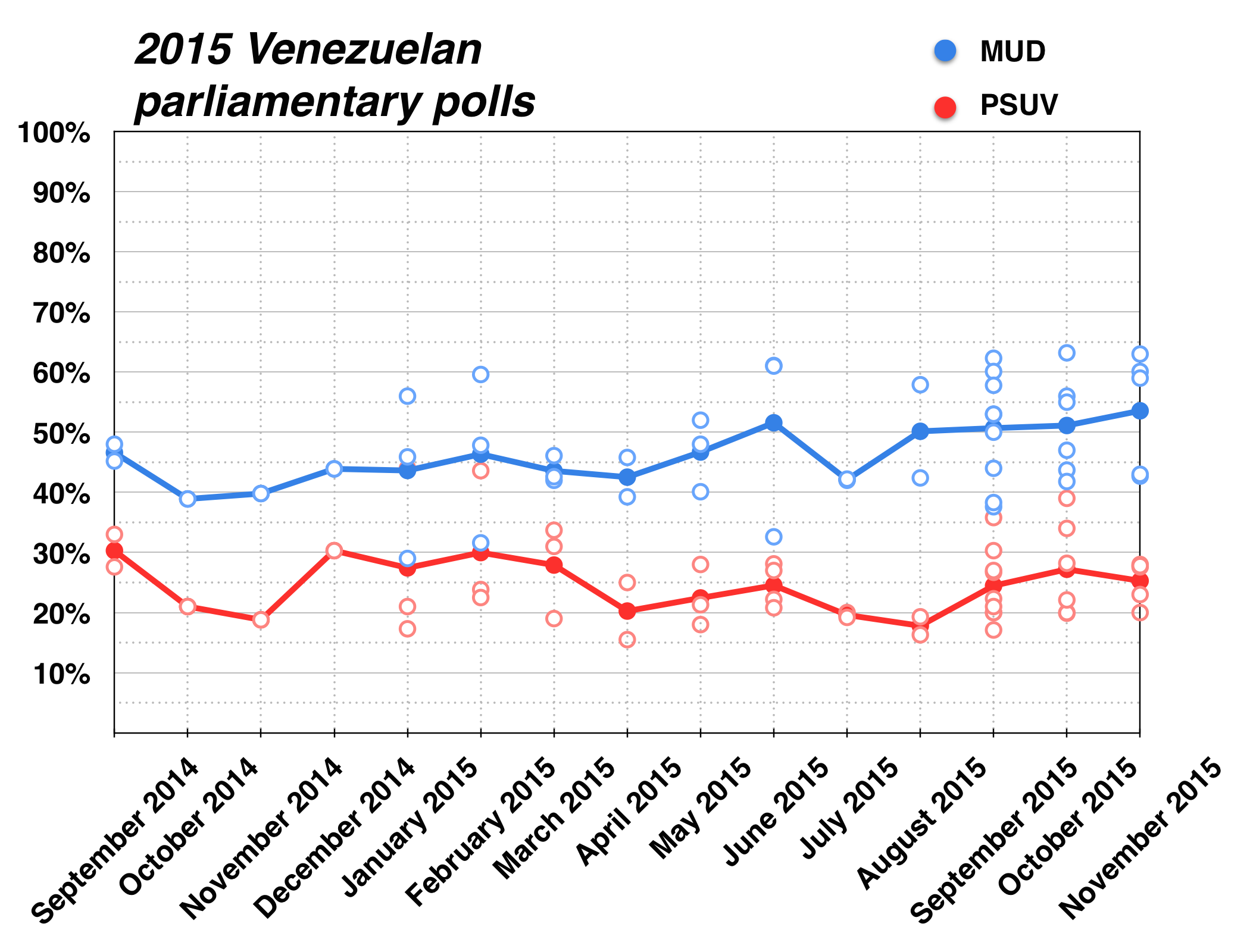
La linea blu rappresenta la percentuale che favorisce il MUD. La linea rossa rappresenta la percentuale che favorisce il PSUV. I punti vacanti rappresentano i singoli risultati dei sondaggi visibili qui sotto.

I risultati del sondaggi sono elencati nelle tabelle che seguono in ordine cronologico e con la data di lavoro in cui il sondaggio è stato fatto sul campo, in contrasto con la data di pubblicazione. Se tale data non è nota, è nota invece la data di pubblicazione. La cifra più alta di percentuale di ogni indagine di sondaggio viene visualizzata in grassetto, e con lo sfondo ombreggiato del colore del partito principale.
| Fonte              | Data(e) nota                  | Campione misura      | PSUV   | MUD    | Altri/ Indipendenti | Indecisi/ Non so |
| ------------------ | ----------------------------- | -------------------- | ------ | ------ | ------------------- | ---------------- |
| IVAD               | 29 settembre 2014             | 800                  | 27.6%  | 45.2%  | –                   | 27.2%            |
| Consultores 21     | 21 settembre – 2 ottobre 2014 | 1000                 | 33%    | 48%    | –                   | –                |
| Datanálisis        | ottobre 2014                  | 1293                 | 21.0%  | 38.9%  | 12.9%               | 17.5%            |
| Datanálisis        | novembre 2014                 | 1300                 | 18.8%  | 39.8%  | 15.5%               | 17.5%            |
| VARIANZAS          | 8–23 dicembre 2014            | 1200                 | 30.3%  | 43.9%  | 4.9%                | 20.9             |
| Datanálisis        | gennaio 2015                  | 1000                 | 17.3%  | 45.9%  | 13.8%               | 17.4%            |
| Keller y Asociados | gennaio 2015                  | 1200                 | 44%    | 56%    | –                   | –                |
| Meganalisis        | 25 gennaio 2015               | –                    | 21.0%  | 29.0%  | –                   | 26.8%            |
| Datanálisis        | febbraio 2015                 | ?                    | 22.5%  | 59.6%  | 17.9%               | –                |
| ICS                | 10–20 febbraio 2015           | 1300                 | 43.6%  | 31.6%  | –                   | 24.8%            |
| DatinCorp          | 8 febbraio 2015               | 1200                 | 23.83% | 47.83% | –                   | 17%              |
| Datanálisis        | marzo 2015                    | 1000                 | 19.0%  | 42,6%  | 8.8%                | 21.3%            |
| Keller y Asociados | 26 febbraio – 13 marzo 2015   | 1200                 | 31%    | 42%    | 11%                 | 16%              |
| Datanálisis        | aprile 2015                   | 1000                 | 25.0%  | 45.8%  | 6.5%                | 16.5%            |
| VARIANZAS          | 19 marzo – 2 aprile 2015      | 1200                 | 33.7%  | 46.1%  | 7.8%                | 12.5%            |
| UCAB/Delphos       | 10 – 25 aprile 2015           | 1200                 | 15.5%  | 39.2%  | –                   | 45.7%            |
| Hercón             | 1 – 15 maggio 2015            | 1200                 | 28%    | 52%    | –                   | 19.8%            |
| DatinCorp          | maggio 2015                   | 1200                 | 18%    | 48%    | 21%                 | 14%              |
| Datanálisis        | 18–30 maggio 2015             | 1000                 | 21.3%  | 40.1%  | 10.0%               | 28.6%            |
| Meganalisis        | 30 maggio 2015                | –                    | 19.5%  | 17.6%  | –                   | 28.7%            |
| IVAD               | 28 maggio – 11 giugno 2015    | 1200                 | 20.8%  | 32.6%  | 27.6                | 19%              |
| Datanálisis        | giugno 2015                   | ?                    | 27%    | 61%    | 12%                 | –                |
| Hercón             | 20 – 27 giugno 2015           | 2000                 | 28.1%  | 61.1%  | –                   | 10.5%            |
| ICS                | 6–27 luglio 2015              | 8000 (500 per stato) | 45.3%  | 37.6%  | –                   | 17.1%            |
| Datanálisis        | 10 – 23 luglio 2015           | 999                  | 19.2%  | 42.2%  | 11.8%               | 17.5%            |
| DatinCorp          | luglio 2015                   | 1197                 | 20%    | 42%    | 14%                 | 23%              |
| Meganalisis        | agosto 2015                   | –                    | 16.3%  | 42.4%  | –                   | 13.0%            |
| IVAD               | 08 – 16 agosto 2015           | 1200                 | 19.3%  | 57.9%  | –                   | 22.8%            |
| Keller y Asociados | 19 agosto – 5 settembre 2015  | 1200                 | 27%    | 53%    | 11%                 | 9%               |
| Datanálisis        | September 2015                | –                    | 21%    | 44%    | 35%                 | –                |
| DatinCorp          | settembre 2015                | –                    | 20%    | 53%    | –                   | –                |
| Delphos            | settembre 2015                | –                    | 20%    | 50%    | 20%                 | 10%              |
| Meganalisis        | settembre 2015                | –                    | 26.7%  | 37.6%  | –                   | 35.7%            |
| Venebarómetro/IVAD | 5 – 15 settembre 2015         | 1200                 | 17.1%  | 38.3%  | 28.0%               | 16.7%            |
| Hercon             | 13 – 16 settembre 2015        | 1000                 | 22.3%  | 60.1%  | 13.0%               | 4.6%             |
| Consultores 21     | 4 – 20 settembre 2015         | -                    | 35.8%  | 57.8%  | 3.7%                | –                |
| Hercon             | 5 – 20 settembre 2015         | 1200                 | 30.3%  | 62.3%  | –                   | 7.3%             |
| Consultores 21     | ottobre 2015                  | -                    | 34%    | 55%    | –                   | –                |
| Datanálisis        | ottobre 2015                  | –                    | 28.2%  | 63.2%  | –                   | –                |
| DatinCorp          | ottobre 2015                  | –                    | 20%    | 47%    | –                   | –                |
| DatinCorp          | October 2015                  | –                    | 39%    | 56%    | –                   | –                |
| IVAD               | ottobre 2015                  | –                    | 22.1%  | 41.8%  | [ 25 ]              | [ 25 ]           |
| Venebarómetro      | 11 ottobre 2015               | –                    | 19,9%  | 43.7%  | –                   | 26.5%            |
| Keller y Asociados | 5 – 15 novembre 2015          | 1200                 | 25%    | 59%    | 11%                 | 6%               |
| IVAD               | 10 – 20 novembre 2015         | 1200                 | 27.8%  | 43.0%  | 11.3%               | 17.8%            |
| Venebarómetro      | 8 – 22 novembre 2015          | 1200                 | 27.6%  | 42.7%  | 11.1%               | 18.7%            |
| Hercón             | 10 – 25 novembre 2015         | 1200                 | 31.6%  | 60.1%  | –                   | 8.2%             |
| Meganalisis        | 18 – 26 novembre 2015         | 1200                 | 28%    | 63%    | 6%                  | 3%               |

## Risultati
| Liste                                  | Voti       | %     | Seggi | +/- seggi |
| -------------------------------------- | ---------- | ----- | ----- | --------- |
| Unità Nazionale                        | 7.726.066  | 56,22 | 109   | 45        |
| Partito Socialista Unito del Venezuela | 5.622.844  | 40,91 | 55    | 41        |
| Altri                                  | 394.064    | 2,87  | -     | 2         |
| Seggi indigeni                         | –          | –     | 3     | Stabile   |
| Totale                                 |            | 100   | 167   |           |
| Voti non validi                        | 686.119    |       |       |           |
| Votanti                                | 14.385.349 |       |       |           |